# Solenopsis molesta
Solenopsis molesta é uma espécie de formiga do gênero Solenopsis, pertencente à subfamília Myrmicinae.